# 南北快速公路 (南澳州)
南北快速公路（英語：North-South Motorway），是南澳州阿德萊德一條局部運作的快速公路，隸屬M2幹線，為南北走廊的一部份，穿越阿德萊德的西部地帶。目前，南北快速公路由北部連接路、南道超級公路、利真士道至邊明街段、多倫士道至多倫士河段組成，連接北部市郊窩打老角及西部市郊軒馬士。在多倫士至大靈敦段通車後，將會延伸至南部市郊百福柏，與南部快速公路連接，貫通阿德萊德的南北兩地。南北快速公路自2010年起分階段興建，預計需於2030年前全線通車。

## 背景
2010年，澳洲政府透過國家建設計劃（Nation Building Program）出資5億澳元，而南澳州政府出資4.32億，為阿德萊德興建一條快速公路貫通南北市郊。計劃將原有位於西邊的南道改建成標準快速公路，並連接阿德萊德機場、伊士靈敦鐵路總站、阿德萊德港、外港等阿德萊德各個重要交通樞紐。
2015年5月，南澳州政府公布「十年運輸策略大綱」，計劃在2025年之前建成連接南北兩端的「無間斷快速公路」（non-stop motorway），即是一條無交通燈阻隔的主幹道路。公路並不設置任何交通燈、平面交匯路口，以達至長途南北車流更能暢通無阻。

## 路段

南北走廊 (南澳州)未來發展全圖，藍色路段為南北快速公路。

南北快速公路被分拆成各個路段落成，截至2021年4月，南北快速公路尚有一段路段尚未落成：
| 路段名稱           | 路段名稱                      | 狀況                   | 通車日期      |
| ------------------ | ----------------------------- | ---------------------- | ------------- |
| 北部連接路         | Northern Connector            | 完成                   | 2020年3月7日  |
| 南道超級公路       | South Road Superway           | 完成                   | 2014年3月13日 |

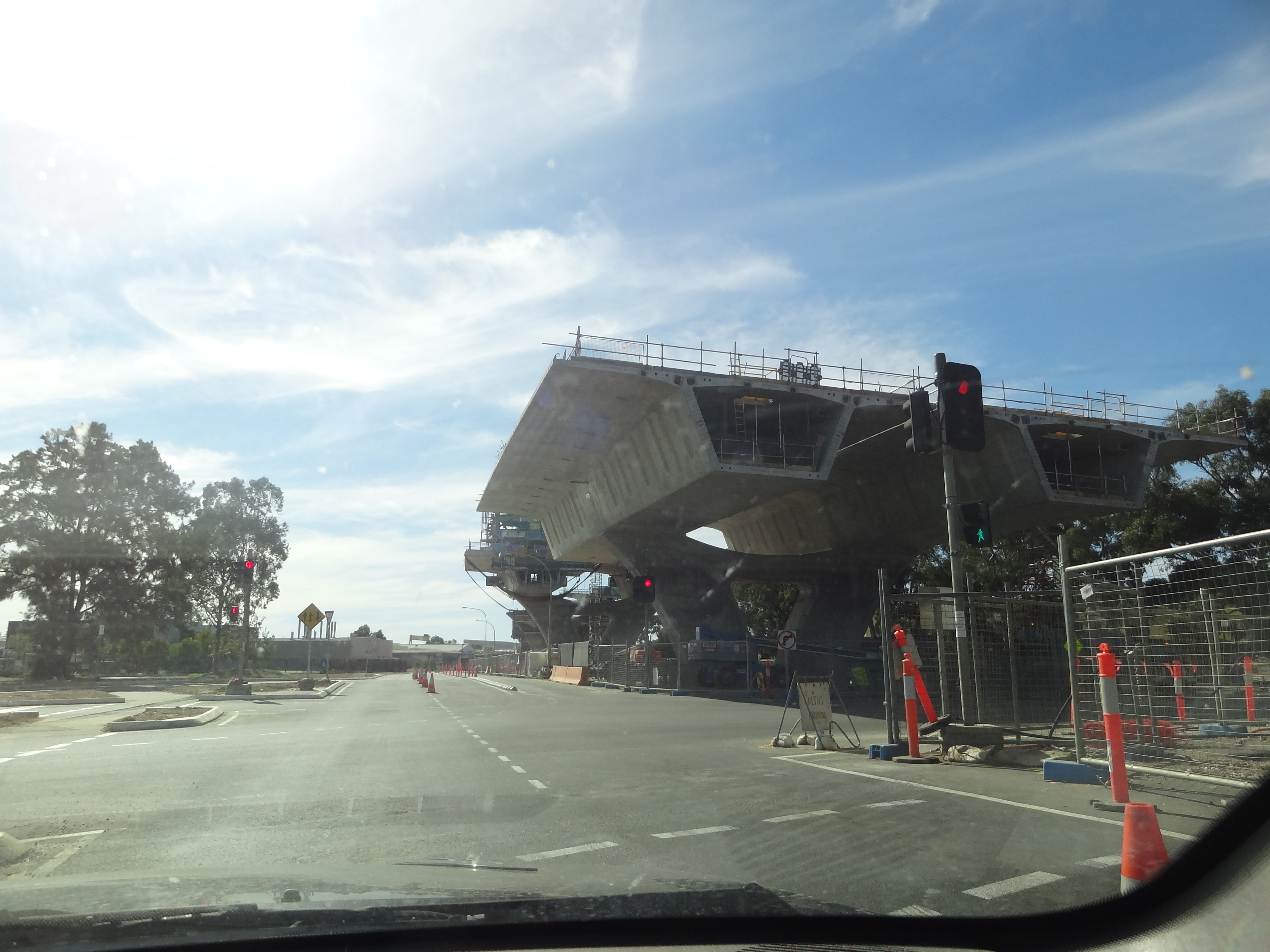
南道超級公路天橋建造中（攝於2012年4月）

| 利真士道至邊明街   | Regency Road to Pym Street    | 完成                   | 2021年3月26日 |

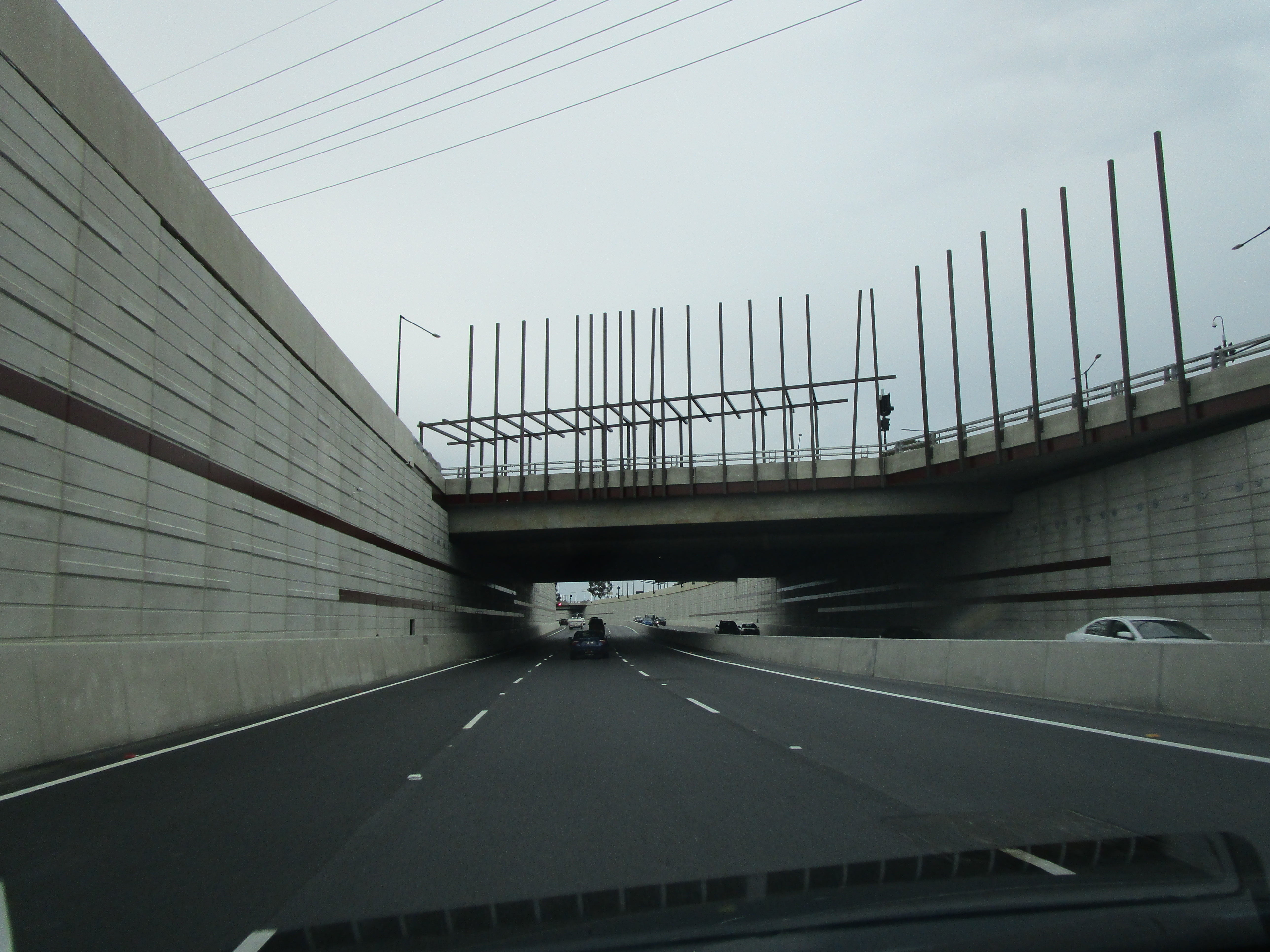
多倫士道至多倫士河段地下公路南行，近港口道天橋。（攝於2018年9月）

| 多倫士道至多倫士河 | Torrens Road to River Torrens | 完成                   | 2018年9月29日 |
| 多倫士至大靈敦     | Torrens to Darlington         | 未獲撥款，尚在勘察階段 | 不適用        |

### 北部連接路
北部連接路（英語：Northern Connector）是南北快速公路的最北端路段，連接窩打老角及榮埠，為三線雙程（合共六線）分隔快速公路，全長15.3公里，於2020年3月7日通車。北部連接路是南北快速公路之中速度限制最寬鬆的一段，時速限制110公里。有別於其他南澳州道路使用瀝青舖設，北部連接路大部份路面都使用混凝土舖設。2016年11月，當局指雖然採用混凝土會增加建造成本，但可以降低未來30年的路面維修成本。
2008年初，正當北部快速公路動工之際，當局提出興建一條四線雙程（合共六線）分隔快速路的北部連接路，以連接未來的北部快速公路及南道，沿途設置三個交匯處。計劃亦建議將一段介乎乾河至窩打老角的阿德萊德至奧古斯塔港鐵路設於快速公路的中央分道帶。聯邦政府又提議將北部連接路劃為收費路段，成為自1847年南澳州廢除道路收費後的第一條收費公路。
2015年9月14日，南澳州州長韋瑟里爾與澳洲總理艾博特宣布斥資9.85億澳元興建北部連接路，其中聯邦政府提供7.88億澳元。最終設計將四條行車線減至三條、三個交匯處減至兩個、擱置興建鐵路部份，並預留快速公路西邊作未來發展用途。同時又宣布北部連接路為免費道路，但南澳州會成為實施「網絡費」（英語：Network fee）的試驗地；因應交通流量而釐定貨車的牌照費用。

#### 建造過程
政府為了支持本地經濟，在北部連接路的建造招標文件中特別要求需要向Arrium採購7500噸鋼鐵，並且要求至少一半的地盤工人為阿德萊德北部市郊的僱員，特別是為了以吸納2017年因霍頓汽車關閉工廠而被遣散的員工。最終該建造合約由聯實集團取得。
北部連接路前期工程於2016年12月6日展開，由於公路走線需要經過數條主要道路，需要先為原有道路重置方能動工，預計於2019年12月完成。2019年3月26日，窩打老角交匯處率先通車，取代因北部連接路工程而被封閉的道路，作為前往聖喬達的代替路線。另外，原本南道超級公路北端與河港快速公路和梳士巴利公路交匯的南部交匯處都需要重建。2019年7月，南道超級公路北行前往梳士巴利公路一段改用新建引道，舊有引道隨即拆卸，用作連接北部連接路的接駁處。
北部連接路總共需要興建九條行車天橋，南部交匯處共三條，寶利華和窩打老角交匯處共兩條，北部交匯處一條，跨越白加海、乾河、柏立仔河共三條。

### 南道超級公路
南道超級公路（英語：South Road Superway），是南北快速公路最早通車的路段，於2014年3月13日通車，連接榮埠及利真士柏，為三線雙程（合共六線）的分隔快速公路，速度限制為時速90公里。全長4.8公里的南道超級公路，其中北面的2.8公里為行車天橋，跨越乾河至阿德萊德港線路軌、歌墨道（Cormack Road），其中在大聯合道、大士道（Days Road）設出入口。北端連接北部連接路，並與梳士巴利公路及河港快速公路交匯；南端連接「利真士道至邊明街段」，與利真士道交界。

#### 興建過程
2009年，政府宣布在利真士道以北的一段南道興建一條行車天橋，連接梳士巴利公路及河港快速公路。公路造價高達8.12億澳元，是南澳州史上最大型的單一投資項目。
區內連接道路工程由土木工程公司Bardavcol負責興建。行車天橋設計及興建由Superway Joint Venture負責，由浩麟集團、麥馬瀚控股公司、歷德建築合資。南北快速公路出入口連接道路於2011年初竣工，當中工程亦包括嘉利保利路（英語：Gallipoli Drive）。行車天橋工程在2011年初展開，全段道路於2014年3月完工。連接河港快速公路的一段匝道率先在2014年1月31日啓用；公路南行段亦緊接在2014年2月通車，直至2014年3月13日，公路全面通車。

### 利真士道至邊明街段
利真士道至邊明街段（英語：Regency Road to Pym Street，簡稱R2P），北接南道超級公路，南接多倫士道至多倫士河段。每邊方向共三條行車線，時速限制為80公里，於2021年3月26日通車。
2018年，多倫士道至多倫士河段正式通車。但連接南部超級公路的一段仍然是尚未升級，南北快速公路亦因此被分成兩段。來往兩段公路必須使用一段長1.8公里的的南道，沿途共有兩組交通燈（包括利真士道路口）、行人過路處、以及連接區內道路的路口。2017年5月，州政府宣布計劃斥資4億澳元將該段南道升級，讓兩端的南北快速公路連成一線。利真士道至邊明街段於2019年初動工，預計於2022年中期竣工；就此州政府尋求聯邦政府提供85%資金，然而聯邦政府並未有承諾支出。2018年5月1日，州政府與聯邦政府達成共識，宣布將會斥資3.54億澳元興建餘下的利真士道至邊明街段，為每邊方向三條行車線（合共六線）跨越利真士道路口，由於公路通車後將會切斷區內道路，對區內居民造成不便。工程包括在邊明街附近興建一條行人及單車徑天橋，跨越南北快速公路。
2019年7月5日，州政府將利真士道至邊明街段工程判予麥干諾道威、莫麥當奴及奧雅納三個集團。三間公司亦曾參與南澳州其他基建項目，例如屋崙士站的立體化工程。工程於2019年底展開，預計於2021年4月通車。

### 多倫士道至多倫士河段
多倫士道至多倫士河段（英語：Torrens Road to River Torrens，簡稱T2T），是一條長3.1公里的下通道快速公路（Lowered motorway），而南道位於公路兩邊平行，與區內道路交匯。北接利真士道至邊明街段，南端在軒馬士與南道匯合。公路每邊方向設有三條行車線，速度限制為時速80公里，於2018年9月29日通車。
2013年，南澳州工黨政府與聯邦工黨政府宣布，將一段長約4公里，介乎多倫士道至多倫士河的南道進行升級工程。計劃將原有四線雙程（合共四線）的南道擴闊成六線雙程的快速公路，下通道兩旁則興建兩條雙線支路（Service Road）以連接原有區內道路；快速公路將以下通道形式穿過嘉雲治道和港口道地底，亦同時將與外港線交匯的平交道升級鐵路天橋，令車輛能避開地面繁忙路段。工程於2015年動工，並於2018年底完成。
原有地下公路的北端與多倫士道交匯，為一個交通燈號管制路口。當局考慮到該處交通繁忙，在2015年12月宣布修訂設計，將地下公路向北延長750米，繼續以下通道形式穿過多倫士道路口後才返回地面，而無需追加撥款或延期通車。

### 多倫士至大靈敦段
多倫士至大靈敦段（英語：Torrens to Darlington，簡稱T2D）是南北快速公路最後一段尚在規劃階段的道路。當此路段落成後，會將南北快速公路向南延伸，與南部快速公路連接，代表全長78公里的M2幹線全線貫通。早於政府倡議興建南北快速公路之先，因為詩福線與己連拿奴電車都與南道平面交匯，導致多倫士至大靈敦的一段擠塞問題日益嚴重。跨越交加道和詩福線平交道的愛瑪信行車天橋（Emerson Overpass）於1985年通車，亦興建一條支路接駁原有平交道。但隨着詩福線在加密班次，繁忙時間都需要長時間封閉平交道予連續幾班列車通過，高峰期間甚至需要關閉平交道達20分鐘。由於平交道支路車流越來越多，甚至車流倒灌回南道；反而成爲南道的樽頸位，不少車輛都被支路車輛阻塞而無法使用跨越鐵路軌的行車天橋。而2009年落成的嘉利保利下通道（Gallipoli Underpass）穿越澳紐軍團公路地底；同時又將己連拿奴電車改以天橋形式跨越南道，儘量減少車流量極高的平面路口。由於上述工程僅被視為臨時解決方案，只將一兩個主要路口立體化並沒有根治問題。但多倫士至大靈敦的一段南道有不少歷史建築，無法像其他路段以收地形式擴闊成快速公路，故此段的南北快速公路長期處於概念規劃階段。
直至2018年8月，政府提出多倫士至大靈敦段首個方案，建議在該段南道地底興建地底行車隧道。以連接南北快速公路和南部快速公路。2020年，州政府提出修訂方案，與其他南北快速公路現有路段一樣，以平面、架空、地下公路部份組成；在部份無法擴闊的路段以鑽掘式和明挖回填式隧道在地底穿越。2020年8月開始進行岩土工程研究。而庫務司盧國拔在2020年南澳州財政預算案中公布首選方案，將路段分為兩段。第一階段為大靈敦至澳紐軍團公路的一段，興建一條長4.3公里的鑽掘式隧道以及一長1公里的地下公路；第二階段爲布萊德曼路至西非百敦道（West Thebarton Road）與建一條長2公里的鑽掘式隧道，而餘下路段則為地面公路。目前估計多倫士至大靈敦段造價89億澳元，工程不早於2024年動工。

## 出口及交匯處
| 地方政府區域         | 位置              | 公里 | 英里 | 目的地                                 | 備註                                                                               |
| -------------------- | ----------------- | ---- | ---- | -------------------------------------- | ---------------------------------------------------------------------------------- |
| 卑利霍市             | 窩打老角 維珍尼亞 | 0.0  | 0.0  | 屈埠港道：維珍尼亞、屈埠港             | 北接 北部快速公路 至 司徒德公路。 屈埠港道北行無法連接南北快速公路或北部快速公路。 |
| 梳士巴利市           | 窩打老角 維珍尼亞 | 3.2  | 2.0  | 窩打老角道：梳士巴利、聖喬達           |                                                                                    |
| 梳士巴利市           | 寶利華            | 7.2  | 4.5  | 京士道：柏立非路花園、柏立老圍         |                                                                                    |
| 阿德萊德港恩埠市     | 榮埠              | 15.3 | 9.5  | （東行）梳士巴利公路：梳士巴利         |                                                                                    |
| 阿德萊德港恩埠市     | 榮埠              | 15.3 | 9.5  | （西行）河港快速公路：阿德萊德港、外港 |                                                                                    |
| 阿德萊德港恩埠市     | 榮埠              | 17.2 | 10.7 | 大聯合道：利真士柏                     | 只設南行出口、北行入口。                                                           |
| 阿德萊德港恩埠市     | 利真士柏          | 18.7 | 11.6 | 南道：利真士柏                         | 只設北行出口、南行入口，北行出口連接 大聯合道。                                    |
| 阿德萊德港恩埠市     | 利真士柏          | 19.5 | 12.1 | 利真士道：喬根尼、蒲庶庇               | 只設南行出口，北行入口。                                                           |
| 阿德萊德港恩埠市     | 歌來頓柏          | 20.5 | 12.7 | 利真士道：利真士柏                     | 只設北行出口，南行入口。                                                           |
| 阿德萊德港恩埠市     | 歌來頓柏          | 20.9 | 13.0 | 行人及單車天橋（邊明街）               | 行人及單車天橋（邊明街）                                                           |
| 司徒德市             | 歌來頓 歷列頓     | 22.6 | 14.0 | 港口道：阿德萊德市中心                 | 只設南行出口，北行入口。                                                           |
| 司徒德市             | 歌來頓 歷列頓     | 22.9 | 14.2 | 外港線鐵路天橋                         | 外港線鐵路天橋                                                                     |
| 司徒德市             | 軒馬士 西軒馬士   | 24.1 | 15.0 | 南道                                   | 與 南道會合                                                                        |
|                      |                   |      |      |                                        |                                                                                    |
| 半套匝道 公路 過渡段 |                   |      |      |                                        |                                                                                    |

## 圖集
- 南部超級公路北行
- 南部超級公路天橋
- 多倫士道至多倫士河段的可變車速限制標誌，通車初期限制時速60公里。
- 多倫士道至多倫士河段南行，一般情況下速度限制時速80公里。
- 多倫士道至多倫士河段的架空路牌，設置於兩旁的南道支路上。
- 多倫士道至多倫士河段通車前開放日
- 多倫士道至多倫士河段宣傳海報

## 外部連結
- 國家建設計劃
- 南北走廊官方網站 （页面存档备份，存于）
- 北部連接路工程官方網站 （页面存档备份，存于）
- 南道超級公路工程官方網站 （页面存档备份，存于）
- 利真士道至邊明街段工程官方網站 （页面存档备份，存于）
- 多倫士道至多倫士河段工程官方網站 （页面存档备份，存于）
- 多倫士至大靈敦段工程官方網站 （页面存档备份，存于）